# سیارک ۸۵۳

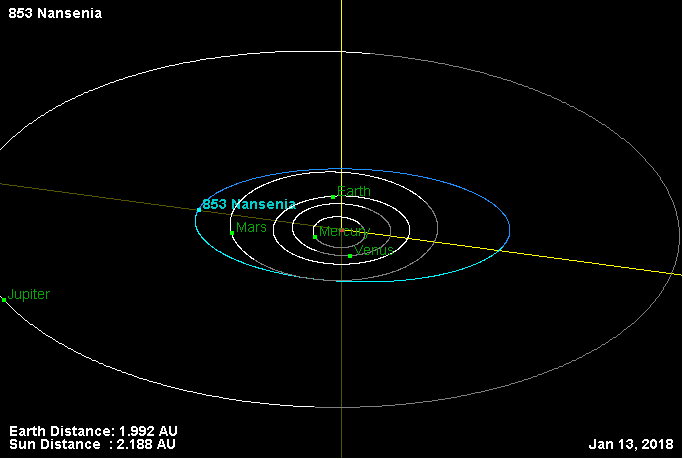
نمایی از محل قرارگیری سیارک ۸۵۳ در مدار – ۲۰۱۸

سیارک ۸۵۳ (به انگلیسی: 853 Nansenia، نامگذاری:1916S28) هشتصد و پنجاه و سومین سیارک کشف شده‌است که در ۲ آوریل ۱۹۱۶ و در رصدخانه سایمیز کشف شد.
قدر مطلق سیارک برابر ۱۱٫۶۹ است.